# Asciaporrecta arcellicola
Asciaporrecta arcellicola är en hjuldjursart som beskrevs av De Smet 2006. Asciaporrecta arcellicola ingår i släktet Asciaporrecta och familjen Asciaporrectidae. Inga underarter finns listade i Catalogue of Life.